# Stoner Witch
Albums de Melvins
Prick
(1994) Stag
(1996)
Stoner Witch est un album des Melvins, sorti en 1994 chez Atlantic Records. Il est considéré comme un des meilleurs albums du groupe (il a ainsi été noté avec 4 étoiles sur 5 par le magazine Rolling Stone).

## Titres
1. Skweetis (paroles: Osborne; musique: Crover/Deutrom/Osborne) – 1:12
2. Queen (paroles : Crover/Osborne ; musique : Osborne) – 3:06
3. Sweet Willy Rollbar (paroles/musique : Osborne) – 1:28
4. Revolve (paroles : Osborne ; musique : Deutrom/Osborne) – 4:44
5. Goose Freight Train (paroles : Osborne ; musique : Crover/Deutrom/Osborne) – 4:38
6. Roadbull (paroles : Osborne ; musique: Crover/Deutrom/Osborne) – 3:25
7. At The Stake (paroles : Osborne ; musique : Crover/Deutrom/Osborne) – 7:56
8. Magic Pig Detective (paroles/musique : Osborne) – 5:33
9. Shevil (paroles/musique : Osborne) – 6:29
10. June Bug (musique : Deutrom/Osborne) – 2:01
11. Lividity (paroles : Osborne ; musique : Crover/Deutrom/Osborne) – 9:15

## Personnel
- Melvins - Musiciens, production
  - Dale C - Batterie, guitare et chant
  - Mark D - Basse, guitare et chant
  - King B - chant, guitare, et basse
- Garth Richardson - Producteur
- Joe Barresi - Ingénieur du son
- Geetus Guido South Aguto - Assistant ingénieur
- Mike Elvis Smith - Assistant ingénieur
- The Magic Eight Ball - Spiritual Guidance
- Scott Humphrey - Door squeaking & Pencil Sharpening
- Paul Dicarli - Digital editing, back cracking & moog
- David Lefkowitz - Management
- Mackie Osborne - Art Direction
- Annalisa - Photographie